# Batalla de Nikiou
La batalla de Nikiou fue una batalla entre las tropas árabes musulmanas bajo Amr ibn al-As y el Imperio bizantino, en Egipto, en la primavera de 646. Tras su victoria en la batalla de Heliópolis, en julio de 640, y la posterior capitulación de Alejandría en noviembre de 641, las tropas árabes habían conquistado la provincia romana de Egipto. El recién ascendido al trono emperador bizantino Constante II estaba decidido a volver a tomar la tierra de los faraones, y con ese objetivo organizó un ejército que fue transportado por una gran flota con dirección a Alejandría. Estas tropas, bajo el mando del comandante Manuel, desembarcaron y tomaron la ciudad arrebatándosela a su pequeña guarnición árabe, hacia finales de 645. Amr, que en aquel momento podría estar en La Meca, acudió rápidamente a tomar el mando de las fuerzas árabes en Egipto —Amr había sido reemplazado como gobernador de Egipto por el califa Uthmán Ibn Affán quien colocó en su lugar a su propio hermano Abdullah ibn Saad—.
Al parecer, el ejército cristiano se desplegó por la región del Delta del Nilo, venció a las fuerzas de Abdullah y se apoderó de la Fortaleza de Babilonia antes del arribo de las fuerzas dirigidas por Arm.
La batalla tuvo lugar en la pequeña ciudad fortificada de Nikiou (Nafyus, Takyus, Tayus, Nafuis, según las distintas traducciones del árabe), situada alrededor de dos tercios de camino entre Alejandría y Fustat, con las fuerzas árabes en torno a 15 000 soldados, en contra de una fuerza menor romana. La batalla fue encarnizada y ninguna de las fuerzas parecía imponerse a la otra. El mismo Arn fue derribado de su montura y siguió luchando a pie. Algunos de los musulmanes se vieron superados y emprendían la fuga. En el fragor del combate, uno de los guerreros cristianos desafió  a los musulmanes a que presentaran un campeón para luchar en un combate singular. El guerrero musulmán Haumal de Zabid aceptó el desafío y se ofreció a ser el campeón de los musulmanes. Los dos campeones se comprometieron en un combate singular espada contra cimitarra mientras los ejércitos detuvieron el combate, cerraron filas y comenzaron a alentar a sus campeones. Luego de esquivar una estocada lanzada por el cristiano, el musulmán lanza un golpe con la cimitarra que se clava en la clavícula del cristiano que lo mata en el instante. El guerrero musulmán también termina gravemente herido y días después muere por las heridas, es enviado en litera hacia Fustat y es enterrado a los pies de los Montes Mokattam.Luego de la caída del campeón cristiano el combate se reinicia con renovada furia. Los árabes por fin prevalecieron, y las fuerzas bizantinas se retiraron en desorden de vuelta a Alejandría, perseguidos por los árabes. Aunque las fuerzas romanas cerraron las puertas, la ciudad de Alejandría acabó rindiéndose a los árabes, que irrumpieron en la ciudad en algún momento en el verano de ese año. La derrota de las fuerzas de Manuel marcó el último intento del Imperio romano para recuperar Egipto durante unos quinientos años, hasta que el emperador Manuel I Comneno envió una expedición allí en el siglo XII.